# Amiot 351
Amiot 351 war ein mittelschwerer französischer Bomber aus dem Jahre 1939. Von der Amiot 351 wurden 1940 die modifizierten Typen Amiot 352 bis Amiot 357 und Amiot 370 abgeleitet. Die Amiot 351 und 354 kamen während der Schlacht um Frankreich im Sommer 1940 in kleineren Stückzahlen zum Einsatz gegen den deutschen Angriff.

## Amiot 340 und 350

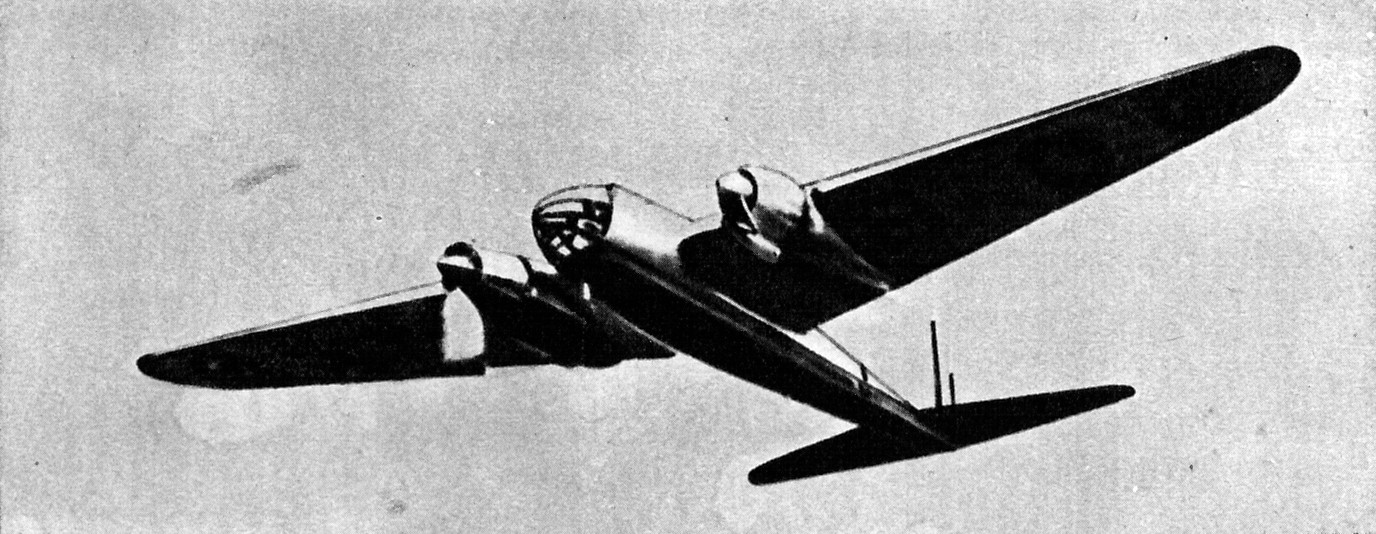
Amiot 340

1934 wurde der ursprünglich als Postflugzeug vorgesehene Typ Amiot 340 konzipiert. Es handelte sich um einen zweimotorigen Mitteldecker in Ganzmetallbauweise. Schon bald erkannte man das Potential, die Konstruktion zu einem mittleren Bomber weiterzuentwickeln, und so wurde der Prototyp entsprechend modifiziert. Seinen Erstflug hatte er im März 1938, nunmehr unter der Bezeichnung Amiot 350. Auf Grund seiner guten Leistungen entschied sich der Generalstabschef der französischen Luftwaffe Joseph Vuillemin dazu, dieses Flugzeug für einen Besuch in Deutschland im August des Jahres zu benutzen. Damit sollte den Deutschen klar demonstriert werden, dass Frankreich in der Lage sei, moderne Bomber zu konstruieren.

## Amiot 351
Der Technische Dienst der französischen Luftstreitkräfte bat noch um einige Modifikationen an der Amiot 350. Nach den entsprechenden Änderungen an der Konstruktion ging das Flugzeug als Amiot 351 Anfang 1939 in die Erprobung und bald darauf in die Serienproduktion. Zunächst wurden 130 Exemplare bestellt, doch die Zahl wurde schon bald erweitert.
Das Flugzeug war in Ganzmetallbauweise konstruiert und hatte einen kreisförmigen Schalenrumpf. Auf halber Rumpfhöhe waren die freitragenden Tragflächen angebracht, was das Flugzeug zu einem Mitteldecker machte. Das Höhenleitwerk war v-förmig und trug ein Doppelseitenleitwerk. Der vordere Teil des Rumpfes war verglast und beherbergte den Bombenschützen und Navigator, der zugleich das Bug-MG bediente. Auf dem Rumpf befand sich ein langes vollverglastes Cockpit, in dem die Piloten sowie ein Bordschütze untergebracht waren. Der Schütze bediente in einem Turm im hinteren Teil des Glascockpits eine 20-mm-Kanone und ein zweites MG im unteren Teil des Rumpfes. Das Flugzeug wurde von zwei Doppelsternmotoren des Typs Gnôme-Rhône 14N38/39 mit je 950 PS (709 kW) angetrieben. Das Fahrwerk war voll einziehbar.
Das Flugzeug konnte bei einer Höchstgeschwindigkeit von 480 km/h insgesamt 800 kg Bomben befördern und hatte eine Vierer-Besatzung (Pilot, Kopilot, Navigator/Bombenschütze/Bordschütze, Bordschütze).

## Amiot 352
In einem Prototyp wurden anstatt der Gnome-Rhône-Motoren solche des Typs Hispano-Suiza 12Y-50/-51 mit je 1100 PS (821 kW) eingesetzt. Das Flugzeug erhielt die Bezeichnung Amiot 352, kam aber nicht in die Serienproduktion.

## Amiot 353
In der Variante Amiot 353 wurden die Gnome-Rhône-Motoren durch britische Rolls-Royce Merlin II mit einer Leistung von je 1030 PS (769 kW) ersetzt, um ein alternatives Serienmodell im Falle einer Knappheit französischer Motoren in Reserve zu haben. Es wurde auch hier nur ein Prototyp gebaut.

## Amiot 354

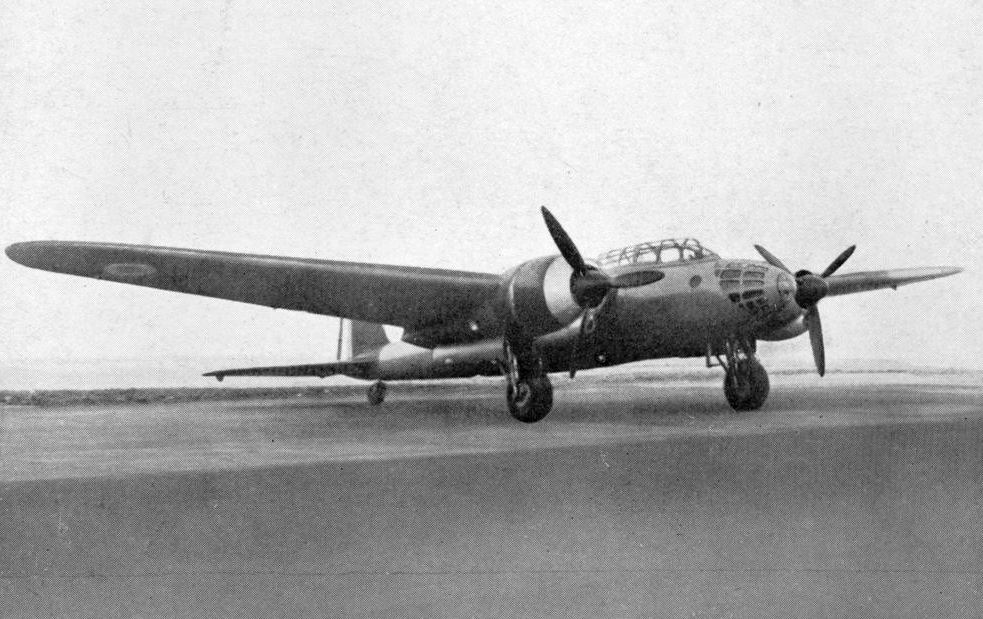
Amiot 354

Die wichtigste Weiterentwicklung der Amiot 351 war die Amiot 354. Die prinzipielle Neuerung war die Aufgabe des Doppelseitenleitwerks zugunsten eines Einzelseitenleitwerks. Das Flugzeug verlängerte sich dadurch um 0,50 m. Zudem erhielt die Variante die um je 130 PS stärkeren Motoren Gnôme-Rhône 14N48/49 (Leistung 1080 PS / 806 kW). Damit erreichte sie eine Höchstgeschwindigkeit von 480 km/h in einer Höhe von 4.000 m.
Der Prototyp flog im Januar 1940. Die französische Luftwaffe bestellte bei Amiot daraufhin zusätzlich zu den bereits georderten Amiot 351 umgehend größere Mengen dieser modernisierten Version. Die Zahl der insgesamt bestellten Amiot 351 und 354 stieg damit auf 830 Stück. Zu Beginn der Schlacht um Frankreich im Mai 1940 befanden sich etwa 200 Maschinen in der Endphase der Montage. Es wurden aber nur knapp 80 an die Einheiten der Armée de l'air ausgeliefert, davon 38 Amiot 354. Die Produktion verlief insgesamt langsam, weil sie auf drei Fabriken in ganz Frankreich verteilt war. Erschwerend kam hinzu, dass zwei der Fabriken von den angreifenden Deutschen bombardiert wurden.
Die ausgelieferten Flugzeuge kamen in vier Staffeln zum Einsatz: zunächst bei der Groupe de Bombardement I/21 und der Groupe de Bombardement II/21, die in Avignon stationiert waren, im Juni 1940 dann auch bei der Groupe de Bombardement I/34 und Groupe de Bombardement II/34. Alle Staffeln wurden im Verlauf der Kämpfe in Nordfrankreich stationiert, aber nur die GB I/21 und GB I/22 flogen Kampfeinsätze gegen den Feind. Der erste Kampfeinsatz der Amiot 351/354 waren Aufklärungsflüge in der Region von Maastricht am 16. Mai 1940. Danach wurden Nachtangriffe in dem von den Deutschen kontrollierten Raum geflogen. Ab Juni erhielten die Staffeln die vorrangige Aufgabe, deutsche Panzer- und Transportkolonnen anzugreifen. Im Zuge der Schlacht um Frankreich gingen 13 Maschinen bei Kämpfen oder durch Trainingsunfälle verloren.
Am 20. Juni 1940 erhielten die Staffeln den Befehl, nach Nordafrika zu fliegen. Es war geplant, dass sie von dort aus Ziele in Sizilien und Süditalien angreifen. Die Flucht gelang 37 der einsatzbereiten Amiot 351/354, doch die Unterzeichnung des Waffenstillstands an der Westfront verhinderte den vorgesehenen Kampfeinsatz. In Nordafrika wurden die Staffeln in die Armée de l'Air de l'Armistice integriert, erhielten aber schon im August 1940 den Befehl, nach Südfrankreich zurückzufliegen. Dort wurden die Einheiten aufgelöst. Fünf Maschinen kamen danach noch als Postflugzeuge zum Einsatz, den Rest übernahmen die Deutschen, die sie für Transportzwecke in der Spezialstaffel 1/KG 200 einsetzten.
Wie viele der französische Konstruktionen aus der Zeit unmittelbar vor dem Zweiten Weltkrieg kam auch diese zu spät, um einen effektiven Einfluss auf den Verlauf des Krieges zu haben (vgl. Dewoitine D.520, Bloch MB.152, Bloch MB.174).

## Amiot 355 und Amiot 356
Bei diesen Varianten handelte es sich um Modelle mit anderen Motoren, die jedoch beide bereits das Einzelseitenleitwerk der Amiot 354 besaßen. Die Amiot 355 wurde mit zwei stärkeren Gnome-Rhône 14R2/3 mit jeweils 1200 PS (896 kW) ausgerüstet. Der Typ Amiot 356 hingegen erhielt – ähnlich wie die Amiot 353 – zwei britische Rolls-Royce-Merlin-X-Motoren zu je 1030 PS (769 kW). Von beiden Varianten wurde jeweils nur ein Prototyp konstruiert.

## Amiot 357
Unter der Bezeichnung Amiot 357 wurde der Prototyp eines von der Amiot 351 abgeleiteten Höhenbombers gebaut. Die wichtigste Modifikation war eine Druckkabine für die Besatzung. Der Typ gelangte nicht in die Serienproduktion.

## Amiot 370
Bei der Amiot 370 handelte es sich um eine spezielle Weiterentwicklung der 350er-Serie, der einen neuen Rekord im Rennen Paris–New York aufstellen sollte. Das Rennen fand jedoch aufgrund des Krieges nicht mehr statt.

## Liste der mit der Amiot 351/354 ausgerüsteten Verbände
- GB I/21 und GB II/22 (Frühjahr 1940)
- GB I/34 und GB II/34 (Frühjahr 1940)

Die Abkürzung GB steht für Groupe de Bombardement (Bombergeschwader).

## Technische Daten
| Kenngröße             | Amiot 351 | Amiot 354 | Amiot 370 (Rennflugzeug)                                  |
| --------------------- | --- | --- | --------------------------------------------------------- |
| Besatzung             | 4 | 4 | 2                                                         |
| Länge                 | 14,00 m | 14,50 m | 14,50 m                                                   |
| Spannweite            | 22,83 m | 22,83 m | 22,83 m                                                   |
| Höhe                  | 4,08 m | 4,08 m | 4,08 m                                                    |
| Flügelfläche          | m² | m² | m²                                                        |
| Flügelstreckung       | | |                                                           |
| Nutzlast              | | |                                                           |
| Leermasse             | 4725 kg | 4725 kg |                                                           |
| max. Startmasse       | | |                                                           |
| Steigrate             | 460 m/min (749 ft/min) | 460 m/min (749 ft/min) |                                                           |
| Höchstgeschwindigkeit | 480 km/h in 4000 m | 475 km/h in 5000 m |                                                           |
| Dienstgipfelhöhe      | 10.000 m | 10.000 m |                                                           |
| Reichweite            | 2500 km | 2500 km | 7000 km                                                   |
| Triebwerke            | zwei Doppelsternmotoren Gnome-Rhône 14N38/39, je 950 PS (699 kW) | zwei Doppelsternmotoren Gnome-Rhône 14N48/49, je 1.030 PS (758 kW) | zwei V12-Motoren Hispano-Suiza 12Yjrs, je 860 PS (633 kW) |
| Bewaffnung            | ein 7,5-mm-Maschinengewehr MAC 1934 im Bug, ein weiteres im Bauch des Flugzeugs eine 20-mm-Kanone Hispano-Suiza HS-404 in Geschützturm im hinteren oberen Teil des Rumpfes | ein 7,5-mm-Maschinengewehr MAC 1934 im Bug, ein weiteres im Bauch des Flugzeugs eine 20-mm-Kanone Hispano-Suiza HS-404 in Geschützturm im hinteren oberen Teil des Rumpfes | –                                                         |
| Bombenzuladung        | 800 kg | 1200 kg | –                                                         |

## Einsatzstaaten
- Frankreich
- Vichy-Frankreich

## Vergleichbare Muster
- Frankreich: Lioré & Olivier LeO 451, Bloch MB.175, SNCAC NC.150
- Vereinigtes Königreich: Bristol Blenheim
- Vereinigte Staaten: North American B-25 Mitchell, Martin 167
- Deutsches Reich: Dornier Do 17, Junkers Ju 86
- Italien: Savoia-Marchetti SM.79, Cant Z.1007
- Japan: Mitsubishi G3M
- Polen: PZL.37 Łoś
- Niederlande: Fokker T.V